# ガルダモン
ガルダモンはデジタルモンスターシリーズに登場する架空の生命体・デジタルモンスターの一種。

## 概要
『デジモンペンデュラム4』で初登場。名前の由来はインド神話の神鳥ガルダ。
ペンデュラムプログレスでX抗体を取り込んだ形態が発表されてからはそちらが登場することが多い。

## 種族としてのガルダモン
大空を自在に舞うことのできる翼と、巨大な鉤爪を持つ二足歩行の鳥人型デジモン。ガルダモンは正義と秩序を重んじ、自然を愛する大地と風の守護神でもある。鳥型デジモンの中でも知性と戦闘能力の高い、選ばれしデジモンのみ進化すると言われ崇拝されている。デジタルワールドの秩序が乱れると、どこからともなく現れ、乱れの根源を正し平穏に導くと考えられている。また、同じ志を持つ勇者レオモンとは無二の親友でもある。

### 基本データ
- 世代/完全体
- タイプ/鳥人型
- 属性/ワクチン
- 必殺技/シャドーウィング
- 得意技/イーグルクロー、クリムゾンクロー
- 勢力/ウィンドガーディアンズ

必殺技
シャドーウィング
公式設定では超速で真空刃を繰り出し、敵を切り刻む技とされているが、アニメやゲームでは超高速で火の鳥を放つ描写が多い。

### X抗体版
- 世代/完全体
- タイプ/鳥人型
- 属性/ワクチン
- 必殺技/シャドーウィング
- 得意技/イーグルクロー、グレートスピリット

自然とのさらなる結びつきを望む崇高な精神修行の結果、正義と悪とを見とおす眼力を会得した。その能力は、遥か遠方の邪悪な存在をも見逃すことはなく、悪に対しては上空より超速で大地へ急降下して鉄槌をくだす。自然への愛の象徴である巨大な彫刻柱「グレートスピリット」を軽々と振り回すその怪力をもって、自然を守るため、他のデジモンのためには鬼神となって戦う。

### 亜種・関連種・その他
- ホークモン

## 登場人物としてのガルダモン
共にピヨモンを参照のこと。
- デジモンアドベンチャー・デジモンアドベンチャー tri.・デジモンアドベンチャー: - 武之内空のパートナーデジモンであるピヨモンが愛情の紋章によって進化した完全体の姿。シャドーウィングは派手さを考慮してか火炎を使用した技になっている。
- デジモンセイバーズ - 暴走したアクィラモンからさらに進化し、ライズグレイモンによって撃退された。後に大門知香を守るためにピヨモンから再び進化した。